# Deap Vally
Deap Vally — американский гаражный рок-дуэт, образованный в Лос-Анджелесе, Калифорния, в 2011 году. Состоит из Линдси Трой (гитара, вокал) и Джули Эдвардс (ударные).

## История
2011-2013: Возникновение группы
Вопреки ожиданиям, будущие рок хулиганки встретились не на рок концерте в Сиэтле, и даже не в захолустном техасском баре, а на уроке вязания в Силвер-Лейк, Калифорния.
«У музыки и вязания вообще-то много общего , — утверждает Линдси, — Это два весьма тактильных занятия, требующих ловкости и приносящих приятное, гипнотическое удовольствие».
Заметив, как ловко работают пальцы ее новой ученицы, Джули, уже имевшая опыт игры на барабанах в группе The Pity Party, предложила юной Линдси попробовать себя в музыке.
Дебютный сингл Deap Vally «Gonna Make My Own Money», вышел на Ark Recordings 30 июля 2012 года и получил восторженные отзывы как в США, так и в Великобритании. Свой первый лондонский концерт они отыграли в пабе Old Blue Last в начале июля. Затем участие в музыкальных фестивалях в Гайд-парк с Игги Попом и Latitude в Хенхэм-парке в Саффолке. В августе 2012 года дуэт подписал контракт с Island Records. Их первый сингл на Island 'End Of The World' дебютировал как самая горячая запись Зейна Лоу в мире на BBC Radio 1 3 октября 2012 года, а 24 октября группа отыграла BBC Radio Rocks Week с живым концертом из лондонской студии Maida Vale Studios.
В ноябре 2012 года Deap Vally отыграли тур на разогреве в Британском туре The Vaccines. Затем разогревали Muse в Хельсинки (Финляндия), Таллинне (Эстония), Риге (Латвия) и Гамбурге (Германия) в декабре 2012 года. В мае 2013 года они появились на канале BBC2 Later With Jools Holland, а в июне 2013 года на фестивале в Гластонбери.
2013: Sistrionix

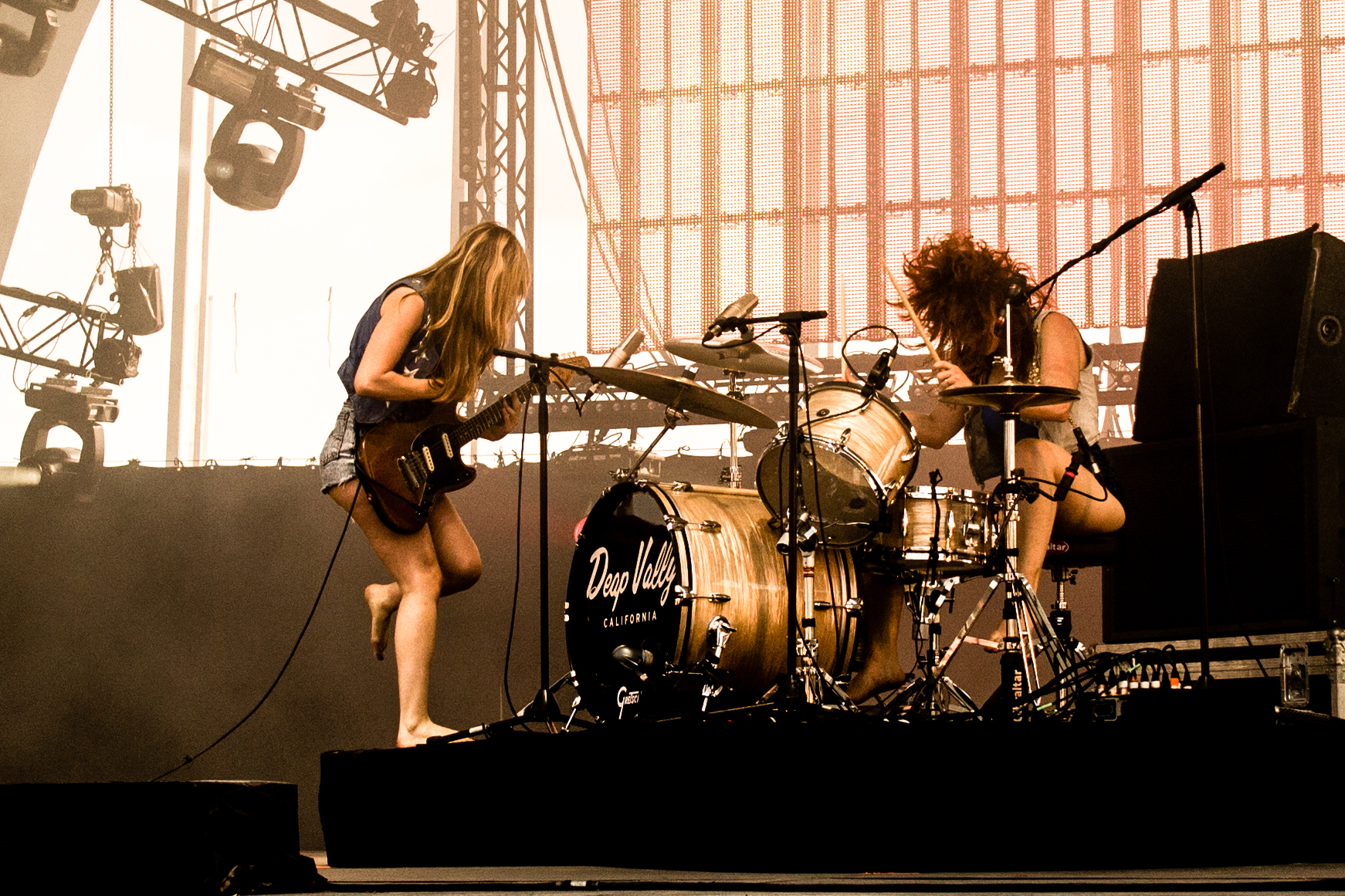
Deap Vally in 2013

24 июня 2013 года на Island Records / Communion, выходит Sistrionix — дебютный студийный альбом Deap Vally. К продюсированию записи удалось привлечь Ларса Сталфорса — клавишника прогрессивной группы The Mars Volta. Альбом, изобиловавшей лаконичными запоминающимися риффами, был обласкана критиками и достиг 38-го места в британских чартах. Запись была номинирована на премию World Music Award как лучший альбом мира. Обложку альбома создал покойный австралийский художник Мэтт Доуст.
2015-тый год начался серией масштабных концертов — в начале года они разогревали Marilyn Manson в туре The Hell Not Hallelujah, в октябре 2015-го Peaches во время Rub Tour. В начале 2016 года — Wolfmother в Gypsy Caravan tour. А затем последовал тур с Red Hot Chili Peppers по всей Европе.
2016: Femejism
В начале 2016 года Deap Vally покидают свой лейбл и переходят на Nevado Music. Результатом работы стал второй альбом под названием Femejism, выпущенный 16 сентября 2016 года. Дуэт слегка отошел от грубого бескомпромиссного гаражного блюз-рока к более мягкому альтернативному инди звучанию. Возможно, причиной тому стало продюсирование Ника Зиннера из Yeah Yeah Yeahs. Ник Зиннер появляется и в видео на первый сингл «Royal Jelly», в котором также участвовала британская модель Джорджия Мэй Джаггер. Ко всем песням альбома, кроме трех, были сняты и выпущены видеоклипы.
Летом 2017 года дует разогревает Garbage и Blondie в туре Rage and Rapture.
2019-2020: Deap Lips
В 2019-том году Deap Vally работают с музыкантами The Flaming Lips над совместным проектом Deap Lips и 13 марта 2020 года выпускают одноименный альбом, где переходят к экспериментальному неопсиходелическому звучанию.
2021:Digital Dream и American Cockroach
В 2021 году девушки возвращаются к формату дуэта и выпускают сразу 2 EP релиза — Digital Dream и American Cockroach, в которых продолжает двигаться от гаражного блюз-рока в сторону мягкого инди.
Стиль
Музыкальные и стилистические элементы Deap Vally заимствованы из блюза и гаражного-рока, ранний их звук был описан как «грязный рок-н-ролльный дуэт White Stripes и Led Zeppelin», играющий «жесткий блюз-рок». Со временем их звучание все больше тяготело к альтернативному и инди-року.
Публичное представление
Дуэт запоминается своими яркими живыми выступлениями. Характерной особенностью является то, что девушки всегда выступают исключительно босиком. Вопреки своим феминистическим убеждениям, внешний образ дуэта всегда был подчеркнуто сексуальным. Они разработали свою особую эстетику: трико с кричащими узорами ярких цветов, короткие шорты, тонны бахромы и, самое главное, никакой обуви.
«Когда мы обсуждали, что надеть на выступление, отсутствие обуви казалось отличным способом упростить задачу», — объясняет Линдси. «Обувь ущемляет женщину. Следовательно, она должна уйти», — категорически добавляет Джули. -
«Это было частью нашего самосознания как группы», — вспоминает Линдси. «Мы никогда не хотели быть местной хипстерской группой. Мы хотели сделать что-то громкое, дерзкое и смелое».

## Дискография
Студийные альбомы
- Sistrionix (2013) Island
- Femejism (2016)
- Deap Lips (2020) Cooking Vinyl
- Marriage (2021)  Cooking Vinyl

Мини-альбомы
- Get Deap! (2013)
- Digital Dream (2021)
- American Cockroach (2021)

Синглы
- «Gonna Make My Own Money» (July 2012) on Ark Recordings
- «End of the World» (November 19, 2012) on Island/Communion
- «Motherfuckers Got to Go» (February 21, 2020) on Cooking Vinyl